# 배트맨 (1966년 영화)
《배트맨》(Batman)은 미국에서 제작된 레슬리 H. 마티슨 감독의 1966년 SF, 액션, 가족, 판타지, 범죄 영화이다. 아담 웨스트 등이 주연으로 출연하였고 윌리엄 도지어 등이 제작에 참여하였다.

## 줄거리
배트맨과 로빈은 빅 벤 증류소의 소유주인 슈미드랩 제독이 요트에서 위험에 처해 있다는 제보를 받고 배트콥터를 이용한 구조 임무를 시작한다. 배트맨이 요트에 착륙하기 위해 배트 사다리를 타고 내려가는데, 요트가 갑자기 그의 아래에서 사라진다. 그는 상어가 다리를 공격하며 바다 위로 떠오른다. 배트맨이 배트-상어 퇴치 스프레이로 상어를 떼어내자 상어는 폭발한다. 배트맨과 로빈은 고든 국장의 사무실로 돌아가고, 그들은 그 제보가 고담시에서 가장 강력한 네 명의 빌런, 즉 조커, 펭귄, 리들러, 그리고 캣우먼으로 구성된 통합 지하세계의 함정이었음을 알아낸다.
네 명의 범죄자들은 사람을 먼지로 만들었다가 다시 물에 적셔 원래대로 되돌릴 수 있는 탈수기(자신이 납치된 것을 모르는 슈미드랩의 발명품)를 갖추고, 펭귄처럼 생긴 전쟁 잔여물인 전(前)원자 잠수함을 타고 탈출하며, 세 명의 해적 테마 부하(푸른수염, 모건, 퀘치)를 고용한다. 배트맨과 로빈은 요트가 실제로는 홀로그램 투영이었음을 알게 되고 배트보트를 타고 영사기를 숨긴 부표로 돌아간다. 그들은 부표에 자석에 의해 갇히고 어뢰의 표적이 된다. 그들은 무선 폭파 장치를 사용하여 어뢰 두 개를 파괴하고, 한 쇠돌고래과가 마지막 어뢰를 막기 위해 자신을 희생한다. 소련 기자 "키타이나 이레나 타티야나 케렌스카 알리소프"(약칭 키트카)로 변장한 캣우먼은 브루스 웨인을 납치하는 데 도움을 주고, 배트맨을 유인하여 펭귄의 다른 폭발성 동물로 그를 제거하려는 계획의 일환으로 그와 함께 납치된 척한다(물론 브루스 웨인이 배트맨의 또 다른 자아임을 모르는 채로).
브루스 웨인은 붙잡힌 곳에서 탈출한 후 다시 배트맨으로 변장하고, 다이내믹 듀오는 통합 지하세계의 본부로 돌아오지만, 그곳에는 연기가 나는 폭탄이 있을 뿐이었다. 배트맨은 폭탄을 처리할 안전한 장소를 찾지 못해 부두 전체를 서둘러 다니며 좌절하지만, 결국 아슬아슬하게 처리한다. 펭귄은 제독으로 변장하여 다섯 명의 탈수된 부하와 함께 배트케이브에 침입한다. 이 계획은 부하들이 공격을 받자 예상치 못하게 반물질로 사라지면서 실패하는데, 펭귄이 배트케이브의 원자력 더미를 충전하는 데 사용되는 독성 중수로 그들을 실수로 다시 수화시켜 매우 불안정한 상태가 되었기 때문이다. 결국, 배트맨과 로빈은 일본, 미국, 소련, 이스라엘, 프랑스, 스페인, 서독, 영국, 나이지리아 대사들로 구성된 세계 연합 조직의 안전 보장 이사회 위원들이 탈수된 채 납치되는 것을 막지 못한다. 그들을 되찾기 위해 배트보트를 타고 추격하면서(그리고 여전히 인질로 추정되는 미스 키트카를 구하기 위해), 로빈은 음파 충전 무기를 사용하여 펭귄의 잠수함을 무력화시키고 수면 위로 강제 부상시키며, 그곳에서 주먹 싸움이 벌어진다.
배트맨과 로빈이 승리하지만, 배트맨은 그의 "진정한 사랑"인 미스 키트카가 가면을 벗자 캣우먼이라는 사실에 가슴 아파한다. 슈미드랩 제독은 실수로 가루가 된 평의회 위원들의 유리병을 깨뜨리고 그 위로 재채기를 하여 먼지를 흩뿌린다. 배트맨은 섞인 먼지를 걸러내기 위해 정교한 초분자 먼지 분리기를 제작하기 시작한다. 로빈은 그에게 인간이 서로를 해칠 수 없도록 먼지 샘플을 변경하는 것이 세계의 이익에 가장 부합할지 묻는다. 이에 배트맨은 펭귄의 부하들과 그들의 오염된 재수화의 운명을 상기시키며 그렇게 할 수 없다고 말하고, 단지 사람들이 스스로 평화롭게 함께 사는 법을 배우기를 바랄 수 있을 뿐이라고 말한다.
전 세계가 지켜보는 가운데, 안전 보장 이사회는 다시 수화된다. 모든 위원들은 살아남아 건강하게 회복되지만, 주변 환경을 전혀 의식하지 못한 채 서로 계속 다툰다. 그러나 그들 각자는 이제 자신들의 출신 국가가 아닌 다른 국가의 언어를 구사하고 고정관념적인 행동을 보인다. 배트맨은 로빈에게 이 "이상한 정신의 혼합"이 해보다 득이 되기를 진심으로 바란다고 조용히 말한다. 듀오는 창문을 통해 세계 연합 본부를 조용히 떠나 배트 로프를 타고 내려간다.

## 출연

### 주연
- 아담 웨스트
- 버트 워드
- 리 메리웨더
- 케서 로메로
- 버제스 메러디스
- 프랭크 고쉰

### 조연
- 앨런 네이피어
- 닐 해밀턴
- 스타포드 렙
- 마지 블레이크
- 레지날드 데니
- 밀튼 프롬
- 딕 크로킷
- 길 퍼킨스
- 조지 사와야

## 기타
- 원작자: 로렌조 셈플 주니어
- 미술: 잭 마틴 스미스
- 미술: 서지 크리즈먼